# Immerather Maar

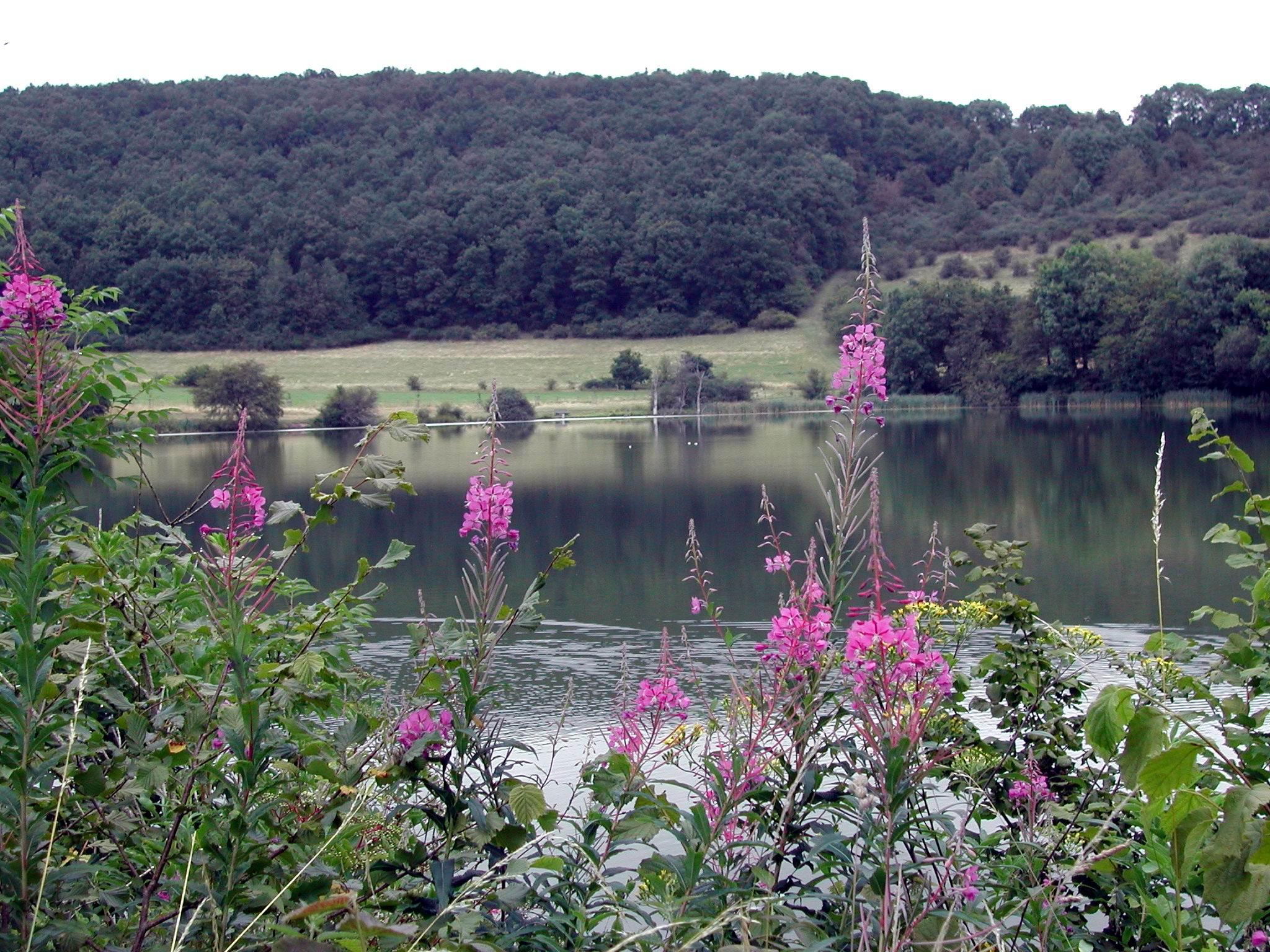
Der Maarsee

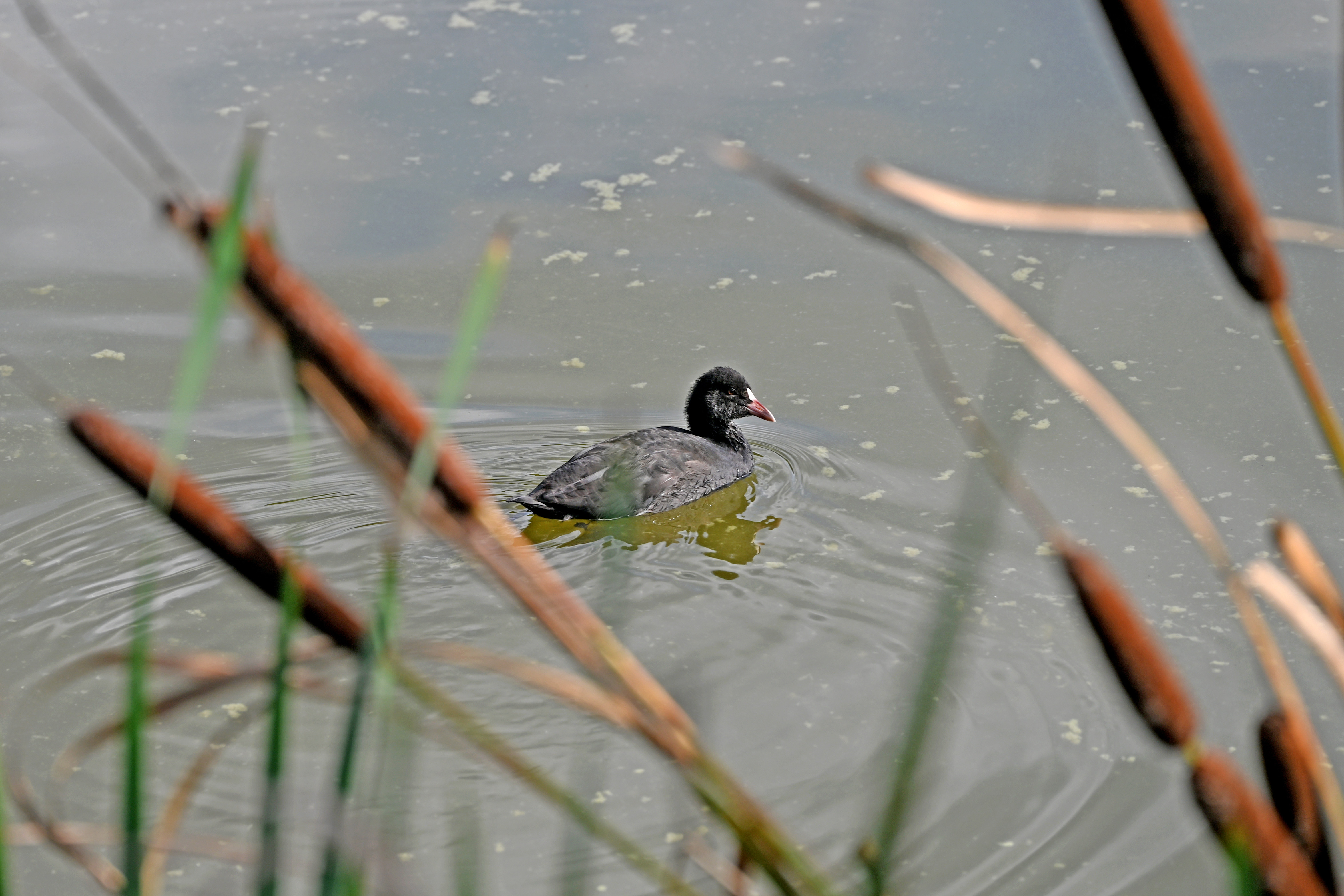
Blässhuhn im Schilfsgürtel

Das Immerather Maar liegt bei der Gemeinde Immerath im Landkreis Vulkaneifel in einem ausgewiesenen Naturschutzgebiet und FFH-Gebiet.

## Entstehung
Das Maar ist durch vulkanische Tätigkeiten vor ca. 40.000 bis 70.000 Jahren entstanden.
Um das Jahr 1750 wurde das Maar durch einen Maarbach abgelassen und trockengelegt und diente im Weiteren als Weide. Die Maarfläche war sogar parzelliert. Zwischen 1914 und 1918 verwilderte der Bach, es kam zu einem Aufstau und zur Ausbildung eines flachen Maares. Die Höhe des Wasserspiegels hat sich seitdem kaum wesentlich verändert.

## Wissenswertes
Das Immerather Maar ist das kleinste und flachste der Eifelmaare. Es liegt in einer Höhe von 368,1 m über NN. Die Wasseroberfläche ist etwa 60.000 m² groß, das Wasservolumen beläuft sich auf rund 90.000 m³. Die Wassertiefe beträgt maximal 2,90 m, während die durchschnittliche Tiefe bei circa 1,50 m liegt. Der Boden ist flach und eben, und nur in den Uferzonen befinden sich Hindernisse in Form von umgestürzten Bäumen und Baumstümpfen im Wasser. Der Boden fällt vom Ufer aus zur Maarmitte hin gleichmäßig ab. Lediglich im Bereich des Auslaufes befindet sich eine Kante, an der über eine Länge von 5 m die Tiefe von 0,6 m auf 2,8 m abfällt. Durch den in den letzten Jahren vermehrten Pflanzenbewuchs wird die Trübung des Wassers heruntergesetzt und schwankt nun zwischen 0,25 und 2,0 m je nach Jahreszeit. Das Wasser hat eine Erneuerungszeit von 0,3 Jahren. Das Maar verfügt über keinen oberirdischen Zufluss. Es speist sich allein aus Oberflächen- und Grundwasser des Kraters. So besitzt es ein Einzugsgebiet von 640.000 m². Das Ufer erstreckt sich über eine Länge von 800 m.
Das Immerather Maar dient hauptsächlich als Erholungsgebiet. Wegen seines großen Fischbestandes wird das Gewässer von Freizeitfischern genutzt.
Zwei große Fischsterben in den letzten Jahren haben den Bestand an Brassen nahezu ausgelöscht. Verbliebene Fischarten sind Rotfedern, Barsche, Hechte, Schleien, Karpfen und Aale.

## Naturschutzgebiet
Das Immerather Maar und der Uferbereich wurde am 12. Juni 1979 von der Bezirksregierung Trier als Naturschutzgebiet ausgewiesen. Der Schutzzweck ist die Erhaltung der charakteristischen Eigenart des Maares in seinem gesamten Umfange, der natürlichen Ufervegetation und die Erhaltung der Tier- und Pflanzenwelt. Das Schutzgebiet hat eine Fläche von 61,29 Hektar.